# Walk Among Us
Walk Among Us – pierwszy album studyjny amerykańskiej grupy punkrockowej The Misfits, wydany w marcu 1982, nagrywany od czerwca 1981. 

## Lista utworów
1. "20 Eyes"  – 1:45
2. "I Turned Into a Martian"  – 1:41
3. "All Hell Breaks Loose"  – 1:47
4. "Vampira"  – 1:26
5. "Nike a Go Go"  – 2:16
6. "Hate Breeders"  – 3:08
7. "Mommy, Can I Go Out & Kill Tonight?" (na żywo) – 2:01
8. "Night of the Living Dead"  – 1:57
9. "Skulls"  – 2:00
10. "Violent World"  – 1:46
11. "Devils Whorehouse"  – 1:45
12. "Astro Zombies"  – 2:14
13. "Braineaters"  – 0:56

## Muzycy
- Glenn Danzig - wokal, gitara
- Jerry Only - bas, wokal
- Doyle Wolfgang von Frankenstein - gitara
- Arthur Googy - perkusja